# Herbert Bartholomäus
Herbert Bartholomäus (* 7. Oktober 1910 in Berlin; † 11. März 1973 in Ludwigslust) war ein deutscher Maler, Grafiker und Illustrator.

## Leben
Bartholomäus wuchs im Harz auf, ab 1919 besuchte er ein Gymnasium in Berlin-Tempelhof. Er studierte 1930 bis 1935 an der Berliner Akademie der Künste und war Meisterschüler bei O.H.W. Hadank. Weitere Studien folgten an den Vereinigten Staatsschulen für freie und angewandte Kunst bei Ernst Böhm. Er machte dann wohl vor allem gebrauchsgrafische Arbeiten, z. B.
Nach dem Zweiten Weltkrieg kam er nach Ludwigslust. Hier war er ab 1946 in der Landesleitung des Kulturbundes, ab 1947 auch dessen Leiter in Ludwigslust. Er gehörte zu den Initiatoren beim Aufbau des Mecklenburgischen Heimatverlages und des Petermänken-Verlages in Schwerin. Unter seinem Namen wurden die Zeitschriften Demokratische Erneuerung sowie Heute und Morgen herausgegeben, weiter war er Mitarbeiter der evangelischen Monatszeitschrift Glaube und Gewissen.
Bekannt wurde Herbert Bartholomäus durch zahlreiche Buchillustrationen und Umschlaggestaltungen für Kinder- und Jugendbücher. Zudem zeichnete er Bildbänder (Dia-Rollfilme), die sich auf Märchen bezogen. Er veröffentlichte darüber hinaus Texte in der Zeitschrift Land und Leute, die vom Kulturbund Ludwigslust in den Jahren 1956 bis 1961 herausgegeben wurde. Aus seiner Hand stammen ebenso Bühnenbilder, Theaterplakate und -programme und Entwürfe für Mecklenburger Briefmarken, aber auch Aquarelle und Ölbilder vom Fischland.

## Werke (Auswahl)

### Skulpturen

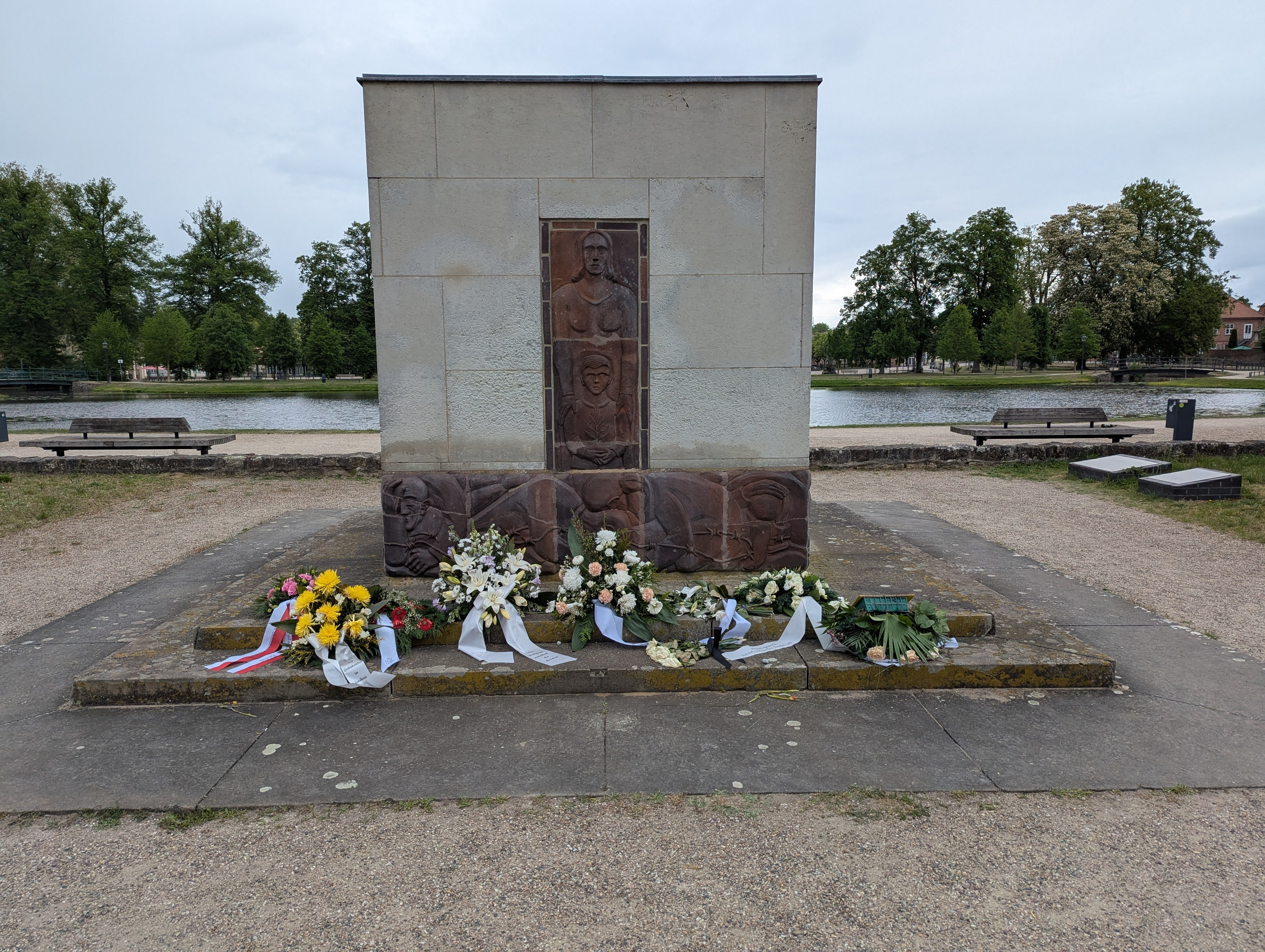
Ehrenmal Am Bassin (2025)

- 1951 Ehrenmal auf dem Schloßvorplatz Am Bassin in Ludwigslust für 200 Opfer des KZ Wöbbelin[2][3]

### Illustrationen
- 1944: Bruno Herbert Jahn: Das kleine Pionierbuch. Keil Verlag, Berlin
- 1950: Heinrich Seidel: Märchen. Petermänken-Verlag, Schwerin
- 1950: Willi Bredel: Die Vitalienbrüder. Roman, Berlin, Büchergilde Gutenberg
- 1953: Heinz Goldberg: Märchen aus Finnland. Altberliner Verlag, Berlin
- 1953: Paul Zech: Das rote Messer. Begegnungen mit Tieren und seltsamen Menschen. Greifenverlag, Rudolstadt
- 1954: Gustav Schwab: Die schönsten Sagen des klassischen Altertums. Altberliner Verlag, Berlin
- 1955: Hermann Glander: Das heitere Buch. Scherz, Humor, Satire gestern und heute. Petermänken-Verlag, Schwerin
- 1956: Harry Trommer: Der Goldbrunnen. Eine Sammlung alter deutscher Sagen und sagenhafter Erzählungen. Petermänken-Verlag, Schwerin
- 1956: Edith Klatt: Neitha. Altberliner Verlag, Berlin
- 1957: Ann-Charlott Settgast: Miteinander – eine Erzählung um Ferdinand und Ida Freiligrath. Petermänken-Verlag, Schwerin
- 1959: Harry Trommer: Das Leuchten des Meeres. Seesagen und Schiffermärchen aus aller Welt. Petermänken-Verlag, Schwerin
- 1960: Ulrich Komm: Das Waldgespenst. Eine abenteuerliche Jagderzählung. Petermänken-Verlag, Schwerin
- 1960: Fritz Meyer-Scharffenberg: Des Bürgermeisters Sohn. Aus Fritz Reuters Kindheit. Petermänken-Verlag, Schwerin
- 1961: Edmund Danner: Die Tanne und ihre Kinder. Märchen aus Litauen. Altberliner Verlag, Berlin
- 1962: Käthe Miethe: Unterm eigenen Dach – zwei Erzählungen aus dem Fischland. 6. Aufl., Petermänken-Verlag, Schwerin
- 1966: Edith Klatt: Bergit und Andaras. Altberliner Verlag, Berlin
- 1971: Friedrich Meyer (Fritz Meyer-Scharffenberg): Zwischen Meer und Bodden. Hinstorff Verlag, Rostock
- 1972: Fritz Meyer-Scharffenberg: Todesritt, Räuber und Zimmermann. Geschichten aus dem Walde. Hinstorff Verlag, Rostock

### Schriften und Zeichnungen
- 1946: Künstler reisen nach Ahrenshoop. In: Demokratische Erneuerung (Wort und Bild)
- 1967: Malerisches Mecklenburg. Zeichnungen zur Städtearchitektur (u. a. Dömitz, Ludwigslust, Grabow, Neustadt-Glewe)
- Fischländer Skizzen.

### Bildbände (Auswahl)
- 1957: Brüder Grimm: Rumpelstilzchen (Bearbeiterin: Ilse Korn, hrsg. von Gesellschaft für Deutsch-Sowjetische Freundschaft)
- 1957: Brüder Grimm: Der Froschkönig (Bearbeiterin: Ilse Korn, hrsg. von Gesellschaft für Deutsch-Sowjetische Freundschaft)
- 1957: Dimitri Nagischkin: Der tapfere Asmun – Ein Märchen vom Amur (Bearbeiterin: Edith Bergner, hrsg. von Gesellschaft für Deutsch-Sowjetische Freundschaft)

## Ausstellungen
- 1963: Ahrenshoop, Bunte Stube (Einzelausstellung)

- 1972: Schwerin, Bezirkskunstausstellung